# Os Homens da Segurança
Os Homens da Segurança é uma série da autoria de Manuel Arouca e Nicolau Breyner (†) com realização deste último. Foi transmitida pela RTP entre 29 de Julho e 21 de Outubro de 1988. A última vez que foi reposta, foi na RTP Memória a partir de 13 de Março de 2021.

## Sinopse
Carlos Jorge e Filipe Sarmento são dois seguranças de temperamentos e personalidades opostas contratados para garantir a segurança de um hotel de luxo na Península de Troia.

## Elenco
- Nicolau Breyner (†) - Carlos Jorge
- Tozé Martinho (†) - Filipe Sarmento
- Henrique Santana (†) - Vítor Mesquita
- Manuela Marle - Luísa
- Baptista Fernandes (†) - Tomás Mendonça
- Carlos Areia - Quim
- Noémia Costa - Irene
- Morais e Castro (†) - Inspector Humberto Fernandes
- Licínio França - Agente Pais
- Cristina Homem de Mello - Catarina
- Filipa Cabaço - Cecília
- Mafalda Amorim - Paula
- Ivan - Toni
- Felipa Garnel - Cristina Matos
- João Arouca - Bill
- António Martinho - Rui
- Rita Martinho - Marta
- Tareka (†) - Maria de Lurdes Torres
- Henrique Santos - Américo Torres
- Manuel Arouca - Cliente
- Luís Norton de Matos - Luís Raposo
- Xana Nunes - Ana Raposo